# Nanwalek
Nanwalek est une localité d'Alaska (CDP) aux États-Unis, appartenant au Borough de la péninsule de Kenai. Sa population était de 254 habitants en 2010.

## Situation - climat
Elle est située au sud de la Péninsule Kenai, au sud-ouest de Seldovia et à l'est de Port Graham.
Les températures moyennes vont de −10 °C à −6 °C en janvier et de 7 °C à 16 °C en juillet.

## Histoire
Le village était à l'origine un comptoir russe appelé initialement Alexandrovsk, et ensuite Odinochka qui signifie homme solitaire. Une église orthodoxe russe a été construite en 1870. En 1930, une autre église a été érigée en remplacement de la précédente, et est devenue un site historique.
C'est en 1991 que les habitants ont appelé leur village Nanwalek, qui signifie endroit près du lac. Les résidents actuels sont un mélange de Russes et d'alutiiqs lesquels parlent un dialecte voisin du Yupik.
L'économie locale est basée sur les activités de subsistance, tandis que la conserverie voisine de Port Graham offre des emplois saisonniers.

## Démographie
| 1880 | 1890 | 1930 | 1940 | 1950 | 1960 |
| ---- | ---- | ---- | ---- | ---- | ---- |
| 88   | 107  | 107  | 48   | 75   | 78   |

| 1970 | 1980 | 1990 | 2000 | 2010 | - |
| ---- | ---- | ---- | ---- | ---- | - |
| 58   | 124  | 158  | 177  | 254  | - |